# Цинна Катул
Цинна Катулл (лат. Catulus Cinna) — римський філософ-стоїк, який був учителем філософії імператора Марка Аврелія. 
Про нього Марк Аврелій згадує у своїх «Роздумах».